# Finally We Are No One
Finally We Are No One es el segundo álbum de estudio del grupo musical islandés Múm. Fue lanzado por FatCat Records el 20 de mayo de 2002. Alcanzó el número 16 en la lista de álbumes independientes del Reino Unido. En Islandia, Smekkleysa lanzó una edición limitada del álbum, Loksins Erum Við Engin, con letras en islandés.

## Producción
Múm creó el álbum mientras trabajaba en un faro, grabándolo posteriormente en un estudio. El faro demostró ser influyente en la creación de las canciones, como se refleja en las letras.

## Críticas
Cam Lindsay de Exclaim! dijo: "Glitches, órganos malhumorados y ritmos lentos y pesados son lanzados por todo el lugar, mezclados con algunos de los sonidos más mágicos, que parecen estar cubiertos de polvo de hadas". James Kelleher de Hot Press lo describió como "una canción de cuna deliciosa de 56 minutos para cabezas problemáticas, cantada en voz baja y tocada con delicada precisión".
En 2016, Paste clasificó a Finally We Are No One en el número 11 en su lista de los 50 mejores álbumes de post-rock.

## Lista de canciones
| N.º | Título                                                     | Duración |  |
| 1.  | «Sleep/Swim»                                               | 0:50     |  |
| 2.  | «Green Grass of Tunnel»                                    | 4:51     |  |
| 3.  | «We Have a Map of the Piano»                               | 5:19     |  |
| 4.  | «Don't Be Afraid, You Have Just Got Your Eyes Closed»      | 5:43     |  |
| 5.  | «Behind Two Hills…a Swimmingpool»                          | 1:08     |  |
| 6.  | «K/Half Noise»                                             | 8:41     |  |
| 7.  | «Now There's That Fear Again»                              | 3:56     |  |
| 8.  | «Faraway Swimmingpool»                                     | 2:55     |  |
| 9.  | «I Can't Feel My Hand Any More, It's Alright, Sleep Still» | 5:40     |  |
| 10. | «Finally We Are No One»                                    | 5:07     |  |
| 11. | «The Land Between Solar Systems»                           | 11:58    |  |

### Versión en islandés
| Loksins Erum Við Engin |                                                                              |          |  |
| N.º                    | Título                                                                       | Duración |  |
| 1.                     | «Svefn/sund»                                                                 | 0:50     |  |
| 2.                     | «Grasi vaxin göng»                                                           | 4:51     |  |
| 3.                     | «Við erum með landakort af píanóinu»                                         | 5:19     |  |
| 4.                     | «Ekki vera hrædd, þú ert bara með augun lokuð»                               | 5:43     |  |
| 5.                     | «Á bakvið tvær hæðir,,,,sundlaug»                                            | 1:08     |  |
| 6.                     | «K/hálft óhljóð»                                                             | 8:41     |  |
| 7.                     | «Nú snýr óttinn aftur»                                                       | 3:56     |  |
| 8.                     | «Sundlaug í buskanum»                                                        | 2:55     |  |
| 9.                     | «Ég finn ekki fyrir hendinni á mér, en það er allt í lagi, liggðu bara kyrr» | 5:40     |  |
| 10.                    | «Loksins erum við engin»                                                     | 5:07     |  |
| 11.                    | «Sveitin milli sólkerfa»                                                     | 11:58    |  |

## Créditos
- Múm - producción
- Valgeir Sigurðsson - mezcla, grabación y producción

### Artistas invitados
- Samuli Kosminen - batería y percusión
- Orri - órgano
- Eric Orri - trompeta
- Helga Þóra Björgvinsdóttir - violín (pista 9), viola (pista 9)
- Ingrid Karlsdóttir - violín (pista 9), viola (pista 9)
- Anna Hugadóttir - violín (pista 9), viola (pista 9)

## Posicionamiento
| Ranking (2002)                      | Posición más alta |
| ----------------------------------- | ----------------- |
| Reino Unido (UK Albums Chart)       | 120               |
| Reino Unido (UK Independent Albums) | 16                |